# Joachim Spranger
Joachim Spranger (* 4. April 1970 in Köln) ist ein deutscher Internist, Endokrinologe und Hochschullehrer. Er ist seit 2023 Dekan der Charité – Universitätsmedizin Berlin.

## Werdegang
Joachim Spranger absolvierte das Studium der Humanmedizin ab 1990 an der University of Newcastle upon Tyne (GB)  und der Ruhr-Universität Bochum, wo er 1998 mit der Arbeit Bedeutung von Wachstumsfaktoren bei der Entstehung der proliferativen diabetischen Retinopathie und anderen neovaskulären Augenerkrankungen zum Dr. med. promoviert wurde. Danach war er als Assistenzarzt an der Medizinischen Klinik der Berufsgenossenschaftlichen Kliniken Bergmannsheil, Universitätsklinik der Ruhr-Universität Bochum tätig.
2000 wechselte er als wissenschaftlicher Mitarbeiter in die Abteilung Klinische Ernährung des Deutschen Institut für Ernährungsforschung Potsdam und als Assistenzarzt (ab 2003 Oberarzt) an die Abteilung für Endokrinologie, Diabetes und Ernährungsmedizin, Charité-Universitätsmedizin Berlin, Campus Benjamin Franklin, Berlin.
2005 habilitierte sich Spranger für das Fach Innere Medizin an der Charité. 2008 wurde er als Heisenberg-Professor für Diabetologie an die Charité berufen. Seit 2011 war Spranger Direktor der Medizinischen Klinik für Endokrinologie und Stoffwechselmedizin der Charité und leitete den Fachbereich Endokrinologie und Stoffwechsel der Labor Berlin – Charité Vivantes GmbH. Von Januar 2017 bis April 2022 war er als Prodekan für Studium und Lehre in der Fakultätsleitung der Charité tätig, darüber hinaus viele Jahre Mitglied des Fakultätsrats und von 2015 bis 2017 Sprecher des Fakultätsrats. Von 2014 bis 2018 war Spranger Sprecher der Clinical Research Unit am Berlin Institute of Health in der Charité (BIH). Seit 1. Januar 2023 ist Joachim Spranger Dekan der Charité.

## Auszeichnungen und verliehene Mitgliedschaften (Auswahl)
- 2003: Max-Rubner-Preis der Deutschen Gesellschaft für Ernährung[4]